# 埃克雷特维尔莱邦
埃克雷特维尔莱邦（法語：Écretteville-lès-Baons，法語發音：[ekʁɛtvil lɛ bɑ̃]，意为“邦附近的埃克雷特维尔”）是法国滨海塞纳省的一个市镇，属于鲁昂区。

## 地理
埃克雷特维尔莱邦（49°37'37"N, 0°40'57"E）面积9.39 平方千米，位于法国诺曼底大区滨海塞纳省，该省份为法国北部沿海省份，其西部及北部濒大西洋英吉利海峡，东起顺时针与索姆省、瓦兹省、厄尔省和卡爾瓦多斯省接壤。
与埃克雷特维尔莱邦接壤的市镇（或旧市镇、城区）包括：阿尔维马尔、克莱维尔、昂夫龙维尔、欧托勒瓦图瓦、瓦利凯维尔、泰尔德科。
埃克雷特维尔莱邦的时区为UTC+01:00、UTC+02:00（夏令时）。

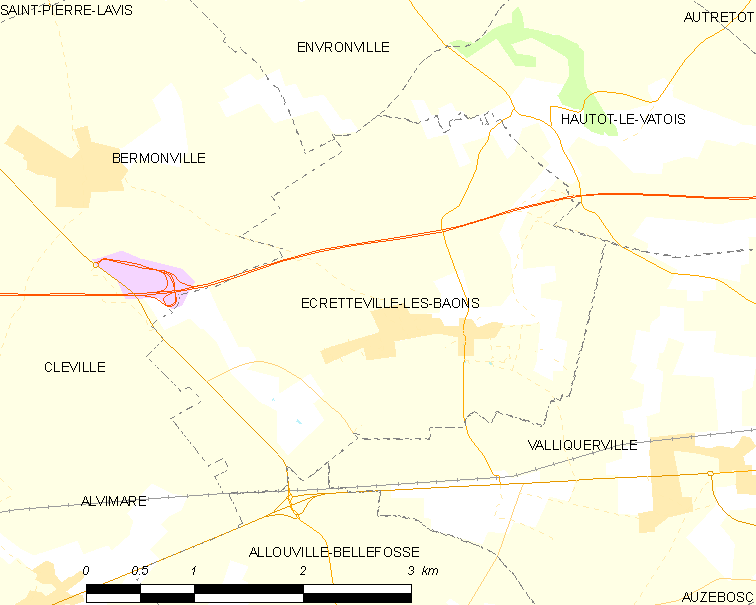
埃克雷特维尔莱邦的OSM定位图

## 行政
埃克雷特维尔莱邦的邮政编码为76190，INSEE市镇编码为76225。

## 政治
埃克雷特维尔莱邦所属的省级选区为伊沃托县。

## 人口

1962-2008年间埃克雷特维尔莱邦人口变化图示

埃克雷特维尔莱邦于2022年1月1日时的人口数量为352人。